# Проклятое наследие
«Проклятое наследие» (англ. Perpetrator) — художественный фильм американского режиссёра Дженнифер Ридер с Киа Маккирнан и Алисией Сильверстоун в главных ролях. Его премьера состоялась 17 февраля 2023 года на 73-м Берлинском кинофестивале.

## Сюжет
Главная героиня фильма — школьница, живущая в городе, где одна за другой бесследно исчезают молодые женщины.

## В ролях
- Киа Маккирнан — Жонкиль Батист
- Алисия Сильверстоун — Хилди Батист
- Мелани Либёрд — Джейн Батист
- Тим Хоппер — Джен Батист

## Релиз и оценки
Премьера фильма состоялась 17 февраля 2023 года на 73-м Берлинском кинофестивале, в рамках программы «Панорама». Первые отзывы были сдержанными. Джессика Кианг из Variety отметила в своей рецензии архаичный стиль игры ряда актёров и бросающуюся в глаза разницу в возрасте между основным актёрским составом и персонажами, которых они играют. Джуд Драй в рецензии для IndieWire написала, что главные минусы картины — новичок в главной роли и сценарий, «который пытается сделать слишком много».
На сайте-агрегаторе отзывов Rotten Tomatoes фильм получил рейтинг 80 % со средней оценкой 6,5 из 10. Рецензенты с этого ресурса охарактеризовали картину как «очень амбициозный сверхъестественный триллер», который «сочетает в себе множество жанров и влияний, обеспечивая чертовски приятное времяпрепровождение». На сайте Metacritic фильм получил 66 баллов из 100, что означает «в целом положительные» отзывы.